# Serbia en los Juegos Paralímpicos de Río de Janeiro 2016
Serbia estuvo representada en los Juegos Paralímpicos de Río de Janeiro 2016 por un total de 16 deportistas, 13 hombres y tres mujeres.

## Medallistas
El equipo paralímpico serbio obtuvo las siguientes medallas:
| Nombre                     | Deporte       | Evento                                      |
| -------------------------- | ------------- | ------------------------------------------- |
| Oro                        |               |                                             |
| Željko Dimitrijević        | Atletismo     | Maza F51 masculino                          |
| Borislava Perić            | Tenis de mesa | Individual 4 femenino                       |
| Laslo Šuranji              | Tiro          | Rifle en tres posiciones 50 m SH1 masculino |
| Plata                      |               |                                             |
| Miloš Mitić                | Atletismo     | Maza F51 masculino                          |
| Nada Matić Borislava Perić | Tenis de mesa | Equipo 4-5 femenino                         |
| Bronce                     |               |                                             |
| Nemanja Dimitrijević       | Atletismo     | Jabalina F13 masculino                      |
| Nada Matić                 | Tenis de mesa | Individual 4 femenino                       |
| Mitar Palikuća             | Tenis de mesa | Individual 5 masculino                      |
| Laslo Šuranji              | Tiro          | Rifle en posición tendida 50 m SH1 mixto    |